# Finn (natante)
Il Finn è una imbarcazione a vela nata nel 1950 per mano dello svedese Rickard Sarby.
L'imbarcazione fa parte delle classi internazionali annoverate dalla Federazione Internazionale della Vela (ISAF) e le regate di questa classe fanno parte del programma olimpico dal 1952.
Con questa deriva il più grande velista di sempre, il danese Paul Elvström, ha vinto tre dei suoi quattro ori olimpici, il neozelandese Russell Coutts (poi vincitore di tre edizioni dell'America's Cup) ha vinto l'oro olimpico nel 1984 e l'italiano Luca Devoti ha vinto la medaglia d'argento alle Olimpiadi di Sydney nel 2000.

## Caratteristiche tecniche
- Lunghezza 4,50 m
- Larghezza 1,50 m
- Pescaggio 0,9 m
- Lunghezza albero 6,50 m
- Superficie velica 10 m²
- Peso scafo 120 kg
- Equipaggio 1

## Olimpiadi

Oltre il sistema che caratterizza l'imbarcazione a deriva mobile (da Sx a Dx) quale la classe "Finn" e la classe "Flying Dutchmann" vi sono quelle a chiglia alla quale appartiene la classe "Star", "la Dragone" (quella con scafo marrone, chiglia grigia) e la classe internazionale 5,5 metri. Queste imbarcazioni furono presenti alle Olimpiadi del 1960-64-68.

Il Finn è un singolo pesante, il che lo rende molto impegnativo.
| Edizione                       | Anno | Vincitore             | Nazione          |
| ------------------------------ | ---- | --------------------- | ---------------- |
| Olimpiadi di Helsinki          | 1952 | Paul Elvström         | Danimarca        |
| Olimpiadi di Melbourne         | 1956 | Paul Elvström         | Danimarca        |
| Olimpiadi di Roma              | 1960 | Paul Elvström         | Danimarca        |
| Olimpiadi di Tokyo             | 1964 | Wilhelm Kuhweide      | Germania         |
| Olimpiadi di Città del Messico | 1968 | Valentin Mankin       | Unione Sovietica |
| Olimpiadi di Monaco di Baviera | 1972 | Serge Maury           | Francia          |
| Olimpiadi di Montréal          | 1976 | Jochen Schümann       | Germania Est     |
| Olimpiadi di Mosca             | 1980 | Esko Rechardt         | Finlandia        |
| Olimpiadi di Los Angeles       | 1984 | Russell Coutts        | Nuova Zelanda    |
| Olimpiadi di Seoul             | 1988 | José Doreste          | Spagna           |
| Olimpiadi di Barcellona        | 1992 | José van der Ploeg    | Spagna           |
| Olimpiadi di Atlanta           | 1996 | Mateusz Kusznierewicz | Polonia          |
| Olimpiadi di Sydney            | 2000 | Iain Percy            | Regno Unito      |
| Olimpiadi di Atene             | 2004 | Ben Ainslie           | Regno Unito      |
| Olimpiadi di Pechino           | 2008 | Ben Ainslie           | Regno Unito      |
| Olimpiadi di Londra            | 2012 | Ben Ainslie           | Regno Unito      |
| Olimpiadi di Rio de Janeiro    | 2016 | Giles Scott           | Regno Unito      |
| Olimpiadi di Tokyo             | 2020 | Giles Scott           | Regno Unito      |

## Galleria d'immagini

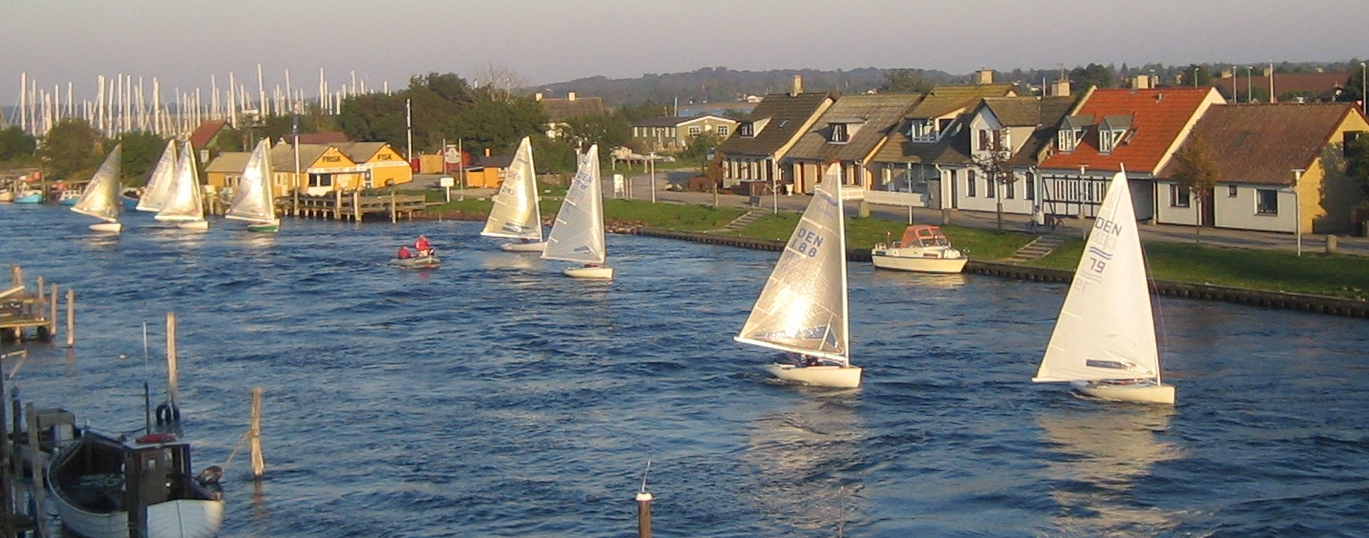
Finn in regata
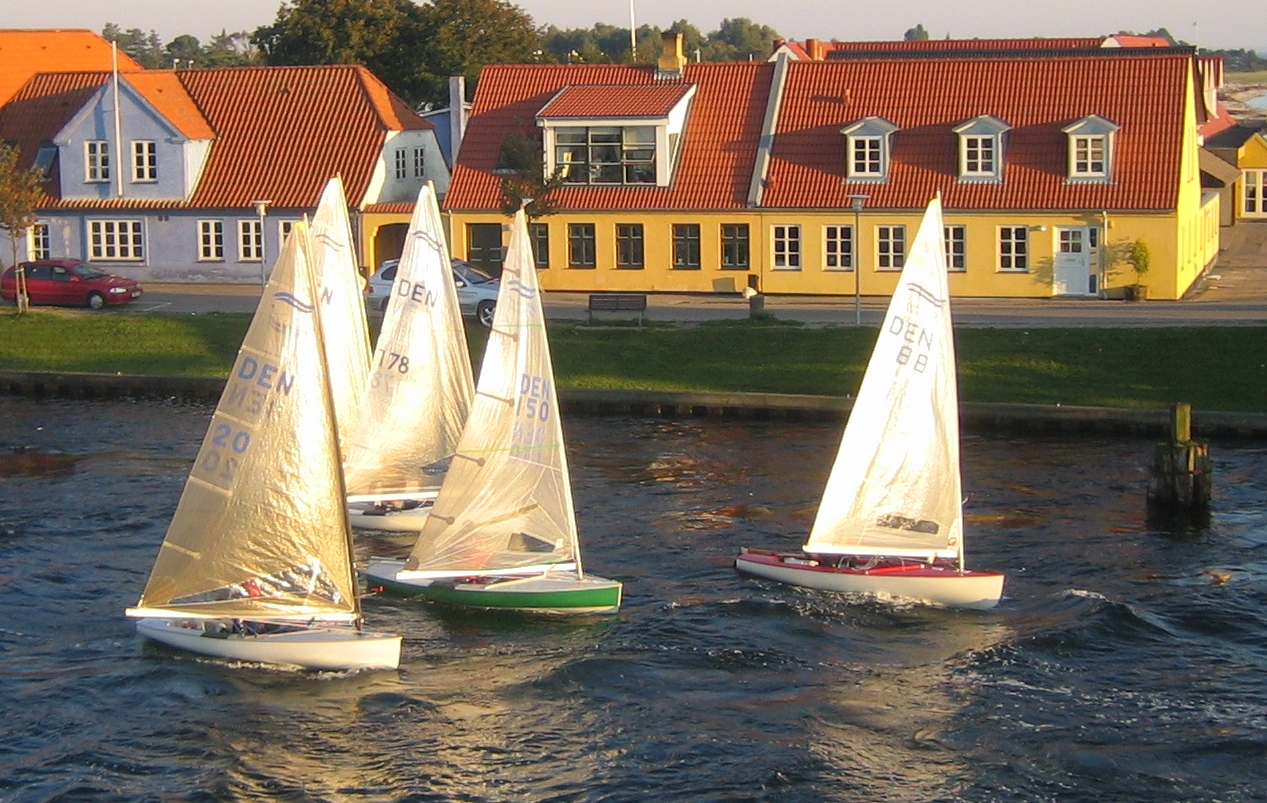
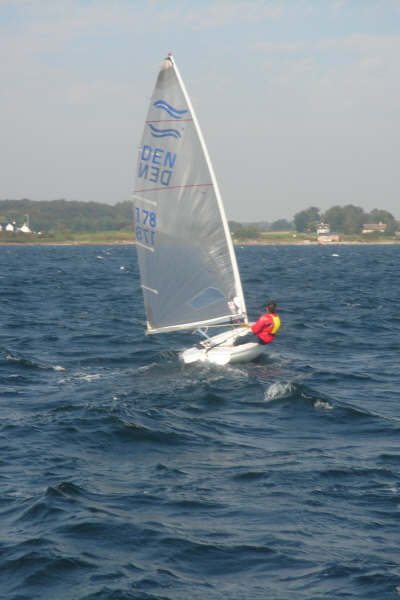